# Besmarak
Besmarak is een bestuurslaag in het regentschap Kupang van de provincie Oost-Nusa Tenggara, Indonesië. Besmarak telt 723 inwoners (volkstelling 2010).